# BK Levski Sofia
Basketbolen Klub Levski Sofia (Bulgaars: Баскетболен клуб Левски София) is het toonaangevende team van het heren- en vrouwen-basketbal in Sofia, Bulgarije. Het is een onderdeel van de sportclub met dezelfde naam, die ook het voetbalteam Levski Sofia heeft.

## Geschiedenis
Levski Sofia werd opgericht in 1923. In 1969 was er een fusie met Spartak Sofia. De naam werd toen Levski-Spartak Sofia. In 1975 verloren de dames van Levski-Spartak in de finale om de Ronchetti Cup van Spartak Leningrad uit de Sovjet-Unie over twee wedstrijden met een totaalscore van 113-143. In 1978 Wonnen de dames van Levski-Spartak wel de Ronchetti Cup door in de finale Slovan ChZJK Bratislava uit Tsjecho-Slowakije met 50-49 te verslaan. In 1979 herhaalde Levski-Spartak die prestatie door in de finale te winnen van DFS Maritsa Plovdiv uit Bulgarije met 70-69. In 1984 wonnen de dames van Levski-Spartak de belangrijkste Europese beker. In de EuroLeague Women won Levski-Spartak in de finale van Zolu Vicenza uit Italië met 82-77. In 1992 werd de oude naam Levski Sofia weer aangenomen.

## Verschillende namen
- 1923-1969: Levski Sofia
- 1969-1992: Levski-Spartak Sofia
- 1992-heden: Levski Sofia

## Erelijst

### Mannen
- Landskampioen Bulgarije: 18
  - Winnaar: 1942, 1945, 1946, 1947, 1954, 1956, 1960, 1962, 1978, 1979, 1981, 1982, 1986, 1993, 1994, 2000, 2001, 2014
  - Tweede: 1945, 1952, 1960, 1966, 1967, 1968, 1971, 1992, 2000, 2001
  - Derde: 1946, 1947, 1969, 1970, 1981 en 1991

- Bekerwinnaar Bulgarije: 15
  - Winnaar: 1951, 1967, 1968, 1969, 1971, 1972, 1976, 1979, 1982, 1983, 1993, 2001, 2009, 2010, 2014
  - Tweede: 1954, 1975, 1992, 2000, 2002
  - Derde: 1965, 1968, 1973, 1985, 1993, 1997, 2004

- Balkan League: 2
  - Winnaar: 2010, 2014

### Vrouwen
- Landskampioen Bulgarije: 8
  - Winnaar: 1980, 1983, 1984, 1985, 1986, 1987, 1988, 1994

- Bekerwinnaar Bulgarije: 13
  - Winnaar: 1969, 1972, 1974, 1976, 1977, 1980, 1982, 1983, 1985, 1986, 1987, 1989, 1991

- EuroLeague Women: 1
  - Winnaar: 1984

- Ronchetti Cup: 2
  - Winnaar: 1978, 1979
  - Runner-up: 1975

## Bekende (oud-)spelers
| - Jordan Mintsjev - Ivan Alipiev - - Vladimir Zjigili - Milivoje Mijović |